# Нанзињано (Беневенто)
Нанзињано је насеље у Италији у округу Беневенто, региону Кампанија.
Према процени из 2011. у насељу је живело 48 становника. Насеље се налази на надморској висини од 466 м.